# Cologne (Francia)
Cologne è un comune francese di 892 abitanti situato nel dipartimento del Gers nella regione dell'Occitania.

## Società

### Evoluzione demografica
Abitanti censiti